# Wolfbrigade
Wolfbrigade (originalmente llamada Wolfpack) es una banda sueca de d-beat y crust punk, formada el 1 de enero de 1995.

## Historia
Su alineación incluye a miembros de otras bandas como Asta Kask, To What End?, Today's Overdose, Cosa Nostra, Anti Cimex, Obscure Infinity y Harlequin. Su música ha sido considerada como una mezcla innovadora entre el hardcore punk con death metal de la escena sueca, siguiendo la línea de bandas como Tragedy.[cita requerida] El vocalista, Jonsson, fue forzado a abandonar el grupo en 1998, y subsecuentemente fue reemplazado por el vocalista Micke. Casi al mismo tiempo, ellos cambiaron su nombre por Wolfbrigade, ya que anteriormente se llamaban Wolfpack y dicho nombre es el que lleva una hermandad de Neo-nazis en una prisiòn sueca. En el 2002, el baterista Frank dejó la banda y al poco tiempo fue reemplazado por Dadde. La banda se separó en el 2004 debido a falta de motivación en todos sus integrantes además de que el vocalista Micke tuvo que ser intervenido quirúrgicamente debido a problemas en las cuerdas vocales. Los otros cuatro miembros iniciaron una nueva banda, llamada "Today's Overdose".
El 7 de enero del 2007, Wolfbrigade anunció en su Myspace que se habían vuelto a reunir, con un nuevo bajista, Johan, quien también toca en Today's Overdose. La banda lanzó un "álbum del reencuentro", llamado Prey To The World, en junio de 2007.

## Integrantes

### Actuales
- Micke - voz
- Jocke - guitarra
- Erik - guitarra
- Johan - bajo
- Dadde - batería

### Pasados
- Marcus - bajo
- Frank - batería
- Jonsson - voz

## Discografía

### Wolfpack
- Bloodstained Dreams (EP, 1995)
- A New Dawn Fades (LP, 1996)
- Hellhound Warpig (EP, 1997)
- Lycanthro Punk (LP, 1997)
- split with Skitsystem (EP, 1998)
- Allday Hell (LP, 1999)

### Wolfbrigade
- split con Audio Kollaps (EP, 2001)
- Progression/Regression (LP, 2001)
- The Wolfpack Years (Compilation, 2003)
- In Darkness You Feel No Regrets (LP, 2003)
- A D-beat Odyssey (EP, 2004)
- Prey to the World (LP, 2007)
- Comalive (LP, 2008)
- Damned (LP, 2012)
- Run with the Hunted (LP, 2017)
- The Enemy: Reality (LP, 2019)